# Alto Paraguai (tiểu vùng)
Alto Paraguai là một tiểu vùng thuộc bang Mato Grosso, Brasil. Tiều vùng này có diện tích 6930 km², dân số năm 2007 là 32866 người.